# Queso Gloucester
El queso Gloucester es un queso tradicional, no pasteurizado, semiduro que se ha elaborado en Gloucestershire en Inglaterra, desde el siglo XVI.
Los quesos de Gloucester se hicieron en una época sólo con vacas de Gloucester, raza de ganado hoy prácticamente extinta. Hay dos tipos de queso Gloucester: simple (single) y doble (Double). La principal diferencia es que el Gloucester simple se hace con leche desnatada combinada con una pequeña cantidad de leche entera, mientras que el Gloucester doble se hace únicamente con leche entera.
Ambos tipos de queso tienen una corteza natural y textura dura, pero el Gloucester simple tiene una textura que se desmigaja con facilidad, más ligera y menos graso. Al Gloucester doble se le deja envejecer durante más tiempo que al simple, y tiene un sabor más fuerte. También es algo más firme. Ambas clases se producen en forma redondeada, pero el Gloucester doble es más grande. Puede disfrutarse como tentempié, para rallar o gratinar. El queso Huntsman se elabora con Gloucester doble y Stilton.
- Datos: Q174539
- Multimedia: Gloucester cheese / Q174539